# Кундрак, Норберт
Норберт Кундрак (венг. Kundrák Norbert; 18 мая 1999, Мишкольц, Венгрия) — венгерский футболист, нападающий клуба «Дебрецен».

## Клубная карьера

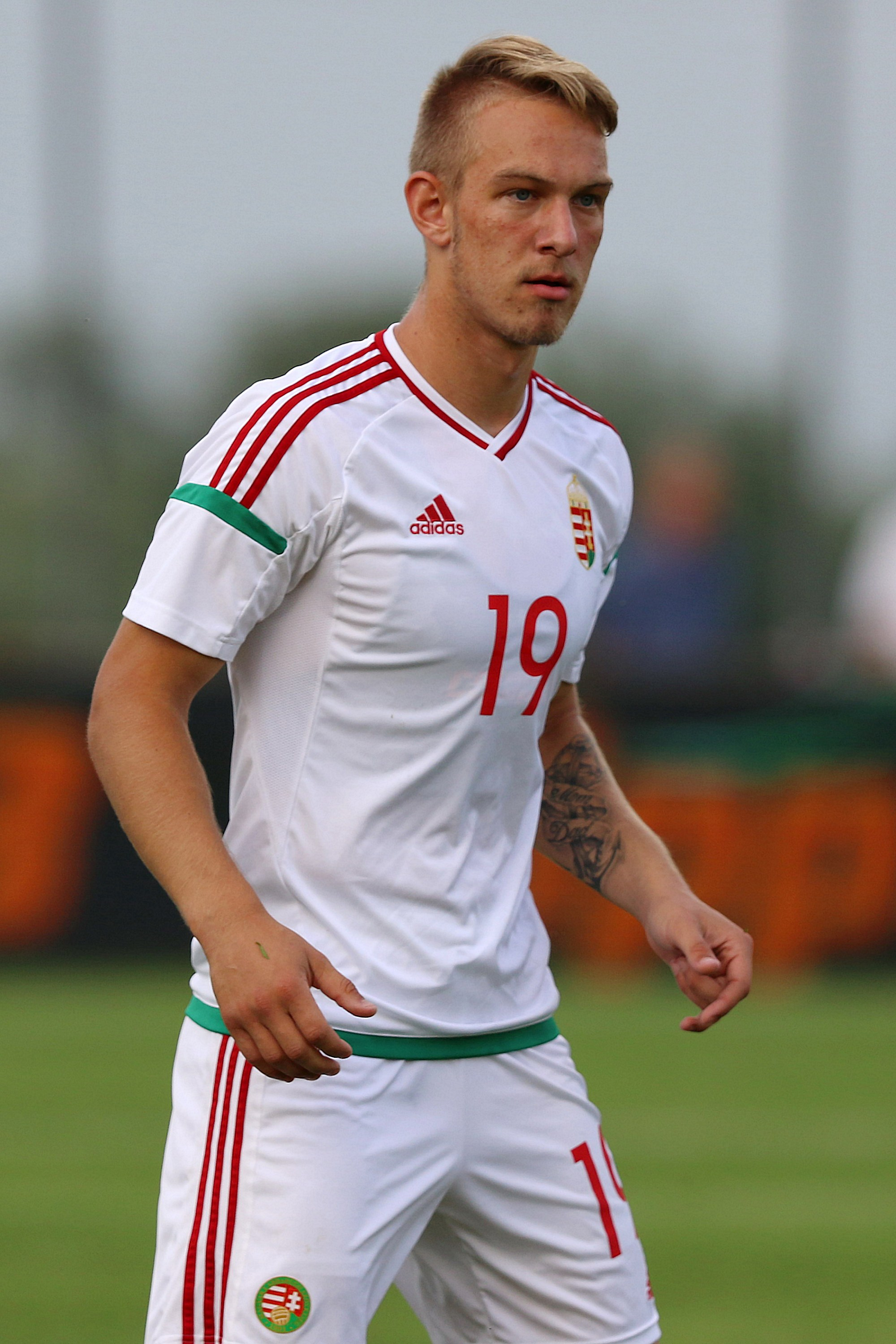
Кундрак в составе юношеской сборной Венгрии

Кундрак — воспитанник клубов «Диошдьёр» и «Гонвед». В 2016 году Норберт подписал профессиональный контракт с «Ференцварошом». 13 мая 2017 года в матче против «Дебрецена» он дебютировал в чемпионате Венгрии, заменив во втором тайме Роланда Варгу. 17 мая в поединке Кубка Венгрии против «Будафоки МТЕ» Норберт сделал «дубль», забив свои первые голы за «Ференцварош». В своём дебютном сезоне он помог клубу завоевать национальный кубок. В 2018 и 2019 годах для получения игровой практики Норберт выступал за клубы Второй венгерской лиги «Шорокшар» и «Бальмазуйварош».
Летом 2019 года Кундрак перешёл в «Дебрецен». 31 августа в матче против «Ракоци» он дебютировал за новый клуб. 2 ноября в поединке против «Пакша» Норберт забил свой первый гол за «Дебрецен».

## Достижения
Командные
 «Ференцварош»
- Обладатель Кубка Венгрии — 2016/2017